# Christodulus

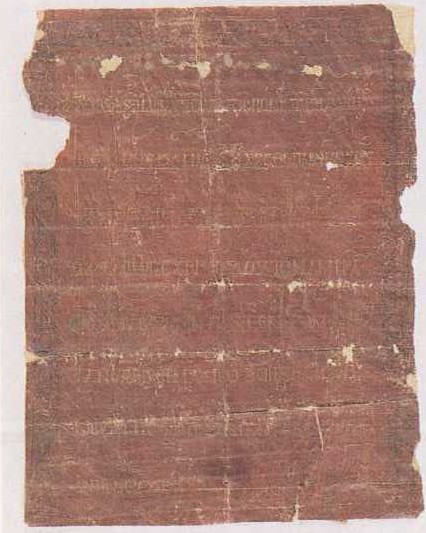
Christodulus, un mot grec qui signifie Serviteur du Christ

Christodulus (en grec Christodoulos [Χριστόδουλος], signifiant « Serviteur du Christ ») est le premier Émir (Amiratus) de Palerme sous le règne de Roger II, 3e comte normand de Sicile (1105-1130).

## Biographie
Son origine est incertaine. Selon Edmund Curtis, Christodulus était un Grec de Sicile tandis que pour Ferdinand Chalandon, il était « d'origine musulmane ». Christodulus était nommé par les Arabes, « Abdul-Rahman al-Nasrani ». 
À une date inconnue, Christodulus se met au service du comté de Sicile où il sera nommé Émir en 1107, durant la régence d'Adélaïde de Montferrat, mère du jeune comte Roger. Christodulus paraît avoir été le premier émir qui ait joué un rôle important dans l'administration du comté sicilien. Son nom se trouve souvent parmi les souscriptions des diplômes ; il recevra le titre de protonobilissimus et de protonotarius et présidera la curia.
En 1123, à la demande du comte de Sicile, il dirige une grande expédition navale contre l'Ifriqiya. La flotte sicilienne, composée de 300 navires et 30 000 hommes, attaqua Mahdia. Ce fut un échec et seul 100 navires rentrèrent au port de Marsala.
Secondé par Georges d'Antioche, un Grec au service de Roger II de Sicile, Christodulus finit par être définitivement supplanté par ce dernier à la fin des années 1120. En 1127, il se trouve à Montescaglioso en compagnie de Georges d'Antioche et du comte Roger II. Il sort de l'histoire peu après cette période.